# Noathrips prakashi
Noathrips prakashi (лат.) — вид трипсов, единственный в составе рода Noathrips Bhatti, 1967 из семейства Thripidae (Thysanoptera).

## Распространение
Описан из Индии, а впоследствии зарегистрирован из Шри-Ланки и южного Китая.

## Описание
Мелкие насекомые. Голова сильно сетчатая, с вздутыми щеками и сильным поперечным гребнем перед суженной базально шейкой; усики 8-сегментные, сенсорные конусы вильчатые на III и IV сегментах. Пронотум без рельефной скульптуры, кроме заднебоковых углов. Мезонотум выемчатый в передней части; метанотум с чётко выраженной треугольной областью сетчатости, срединные волоски далеко от переднего края. Переднее крыло с длинными и тонкими волосками, дистальная треть с костальными волосками длиннее передних бахромчатых ресничек. Лапки 1-сегментные. Брюшной тергит II переднелатерально с областью изогнутых пластинчатых микротрихий; постеромаргинальный краспедум присутствует на тергитах II—VII, краспедум на VIII с краевыми микротрихиями латерально. Стерниты II—VII с краспедумом. У самцов стерниты IV—VII каждый с поперечно узкой поровой пластинкой. Питается листьями Eurya nitida (Чайные, Theaceae).

## Классификация
В подсемействе Panchaetothripinae, относится к родовой группе Astrothrips, разделяет с ними наличие переднелатерально на втором брюшном тергите пары участков с сильными, изогнутыми микротрихиями. Необычным для этой группы является то, что костальные волоски переднего крыла длиннее переднемаргинальных ресничек.